# Volleybalclub Zwolle 2018-2019 (maschile)
Questa voce raccoglie le informazioni riguardanti il Volleybalclub Zwolle nelle competizioni ufficiali della stagione 2018-2019.

## Organigramma societario
Area direttiva
- Presidente: Gert van Driel

Area organizzativa
- Team manager: Rinske Schoenmaker

Area tecnica
- Allenatore: Gerard van Vliet
- Assistente allenatore: Lourens van der Linden
- Scoutman: Lourens van der Linden

Area sanitaria
- Preparatore atletico: Federica Camerlo

## Rosa
| N° | Nome                | Ruolo | Data di nascita | Nazionalità sportiva |
| -- | ------------------- | ----- | --------------- | -------------------- |
| 1  | Niels Ringenaldus   | P     | 9 agosto 1987   | Paesi Bassi          |
| 4  | Jan-Willem het Lam  | C     | 12 maggio 1989  | Paesi Bassi          |
| 5  | Jelle Hilarius      | O     | 10 ottobre 1988 | Paesi Bassi          |
| 6  | Jonas Mulder        | S     | 9 gennaio 1994  | Paesi Bassi          |
| 7  | Thijs van Noorden   | S     | 23 luglio 1985  | Paesi Bassi          |
| 8  | Jens de Hoogh       | S     | 21 giugno 1999  | Paesi Bassi          |
| 9  | Rens Meijer         | C     | 1992            | Paesi Bassi          |
| 11 | Bert Bril           | P     | 1995            | Paesi Bassi          |
| 12 | Niek Tijhuis        | S     | 3 giugno 1998   | Paesi Bassi          |
| 13 | Ray Espoza          | C     | 1992            | Paesi Bassi          |
| 14 | Reinold Schoonhoven | O     | 5 maggio 1992   | Paesi Bassi          |
| 18 | Ike Hensen          | L     | 1994            | Paesi Bassi          |